# 록 리
록 리(ロック・リー)는 만화 《나루토》의 등장인물이다.
성우: 마스카와 히로카즈 / 홍범기
상급닌자 마이트 가이가 담당하고 있는 제3반의 닌자이다. 현실에 안주하지 않고 언제나 수련에 정진하는 성실한 성격으로, 가이의 애제자이다. 인술 및 환술의 재능을 전혀 갖고 있지 않지만, 체술을 밤낮으로 갈고 닦아 매우 뛰어난 체술 실력을 갖게 되었다. 또한 주사(酒邪)가 매우 심하며, 취권의 달인이다.
중급닌자시험 때 가아라와 싸우는 과정에서 몸에 심한 부담을 주는 금지된 체술 연화1, 연화2 사용으로 신체에 큰 타격을 받고 가아라의 모래관으로 팔다리가 골절되는 중상을 입었다. 더 이상 닌자로서의 활동을 할 수 없다는 판정을 받았으나, 5대 호카게 센쥬 츠나데로부터 수술을 받고 회복하였다. 우치하 사스케 탈환 임무 때 카구야 키미마로의 시골맥에 곤란해하던 우즈마키 나루토를 도와주었다.